# Odinophora mediterranea
Odinophora mediterranea är en stekelart som först beskrevs av Otto Schmiedeknecht 1900.  Odinophora mediterranea ingår i släktet Odinophora och familjen brokparasitsteklar. Inga underarter finns listade i Catalogue of Life.